# Паперові шпалери 19 століття

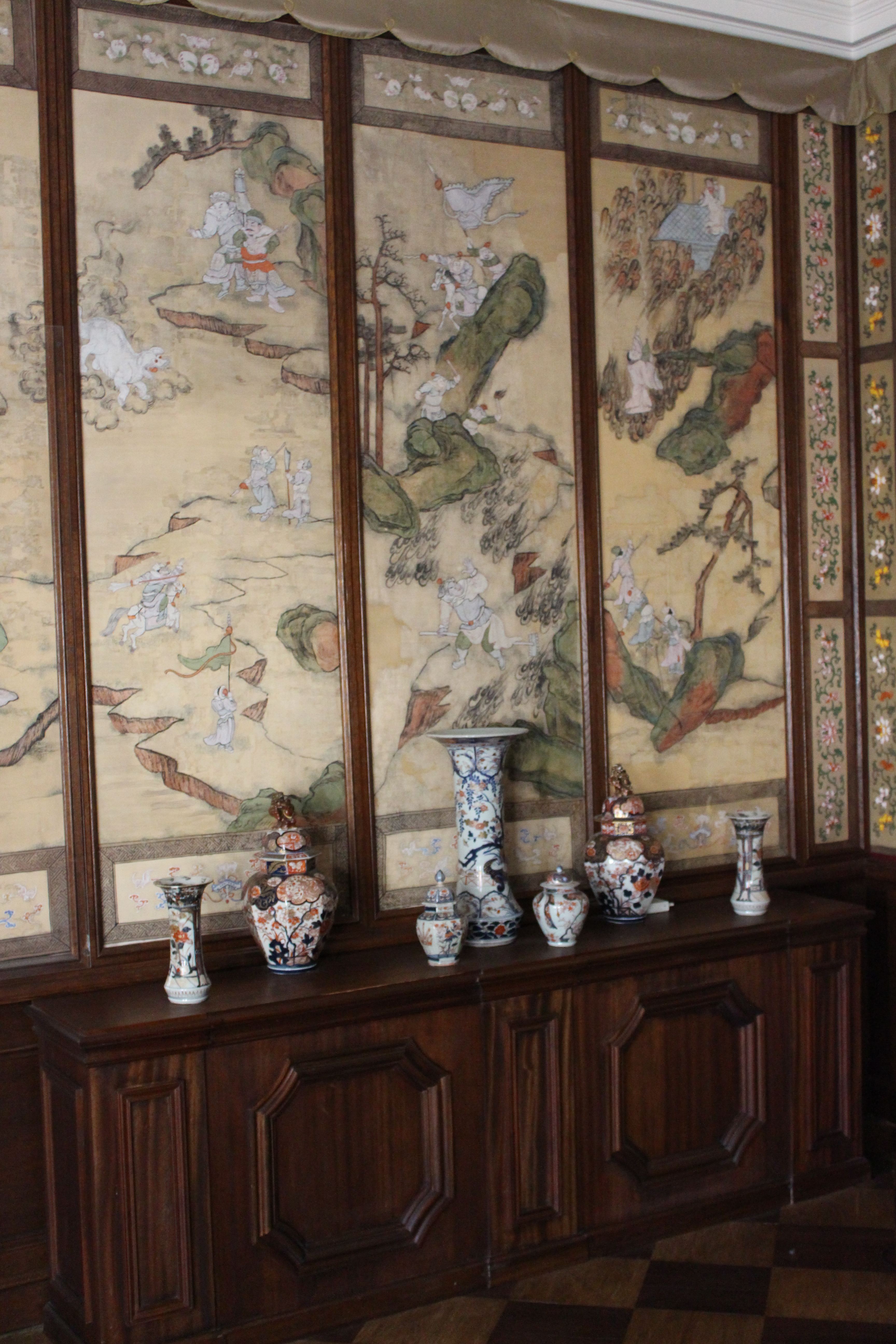
Китайські шпалери зламу 17-18 ст. Ермітаж, «Культура першої третини 18 ст.»

Паперові шпалери 19 століття — етап розвитку декорування інтер'єрів паперовими шпалерами, що припав на 19 століття.

## Початковий період
У 15 столітті почало розвиватися паперове виробництво й з'явилися перші шпалери в Європі. Воно пов'язане з використання водяних млинів, пристосованих до виробництва паперу. 15-м століттям датують і появу нового різновиду мистецтва - друкованої графіки на папері, що почала витісняти використання тканин та інших матеріалів для друку. 
Тиснені (рельєфні) шпалери вперше виготовили англійці у 17 столітті. Вони імітували коштовні тиснені шпалери зі шкіри.

## Передісторія наприкінці XVIII століття

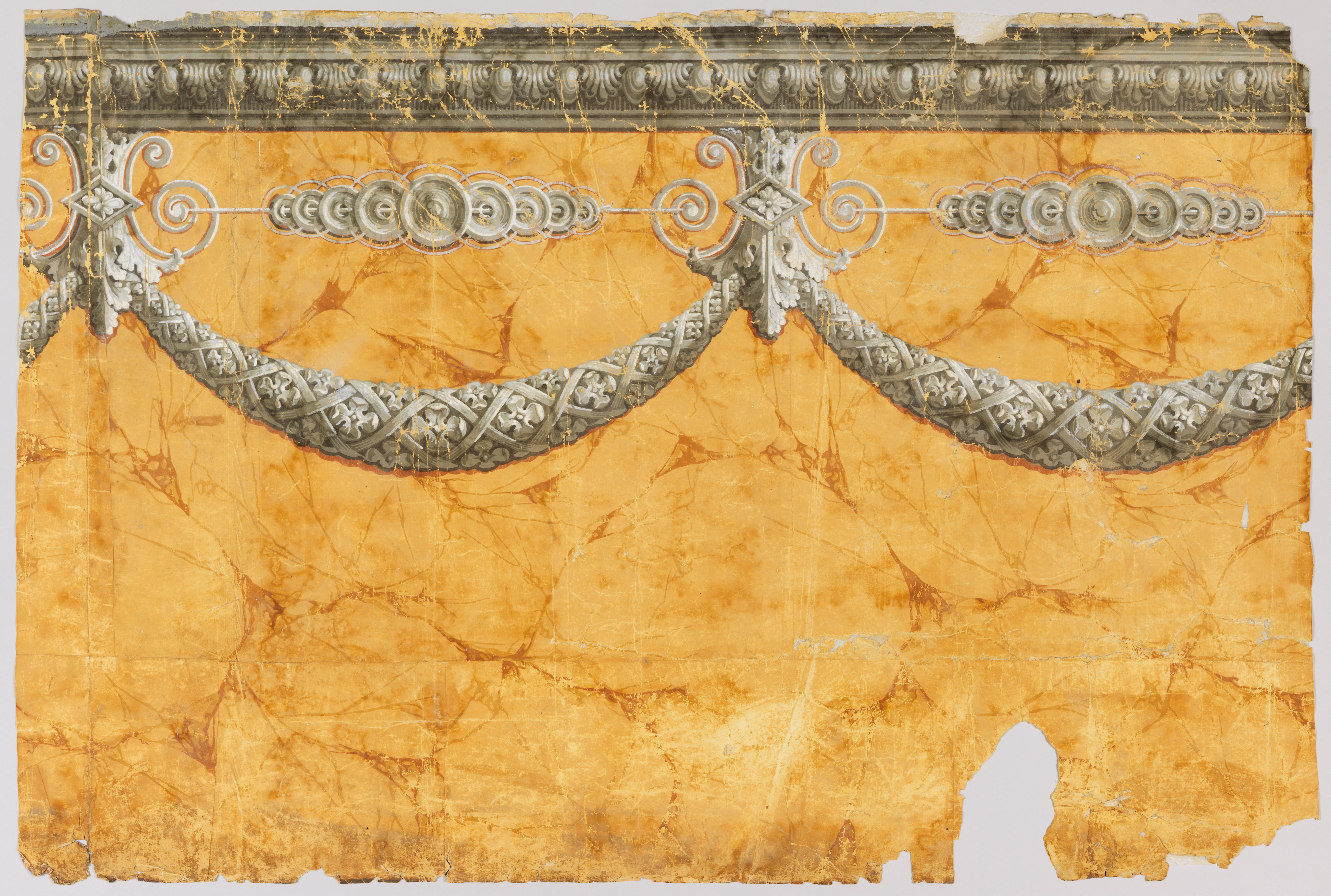
Імітація фриза і жовтого мармуру, бл. 1800 р.

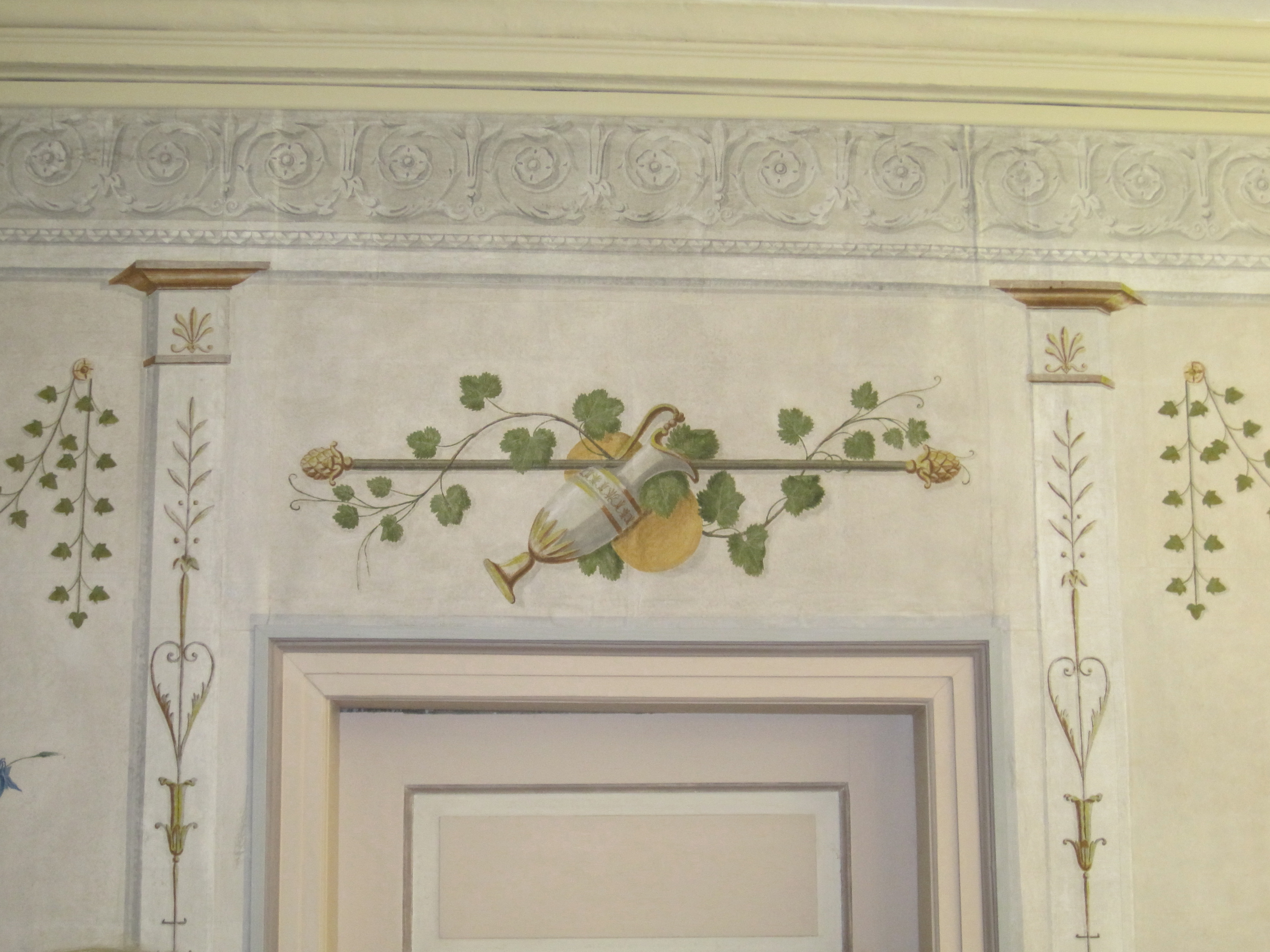
Паперові шпалери : імітація десюдепорта над дверима і вертикальний гротеск

Першу фабрику з виробництва паперових шпалер заснував французький майстер Ревеілон у 1752 році.
Перша машина, яка могла друкувати довгі рулони паперу, з'явилася в 1785 році.
Вісімнадцяте століття було періодом пізнього бароко, котре довго і поступово втрачало власні позиції, поступаючись стилістикам рококо і наново відкритого  класицизму в добу просвітництва. 
Виробники паперових шпалер наприкінці 18 століття рахувались з усіма цими стилістиками і впливи доби бароко відбились і на орнаментах паперових шпалер, бо не мали претензій на оригінальність.  Прибуток від продажу доступного, дешевого декоративного матеріалу був важливішим за пошуки оригінальних рішень. Це був період імітації коштовних видів декоративних матеріалів попереднього періоду . Виготовляли імітації тисненої шкіри, коштовних сортів деревини, були паперові шпалери під мармур чи мозаїку. Набуло поширення декорування стін тканинами. Чим кращим був фінансовий стан володаря, тим дорожчим був текстиль чи заморська тканина, використані для декорування житлового помешкання (китайський шовк, штоф тощо).
Можливості паперових шпалер були досить широкими і з'являються шпалери з імітаціями тканин з різними малюнками — імітації під ситець, шовк, під тканий килим.
Споживачам запропонували паперові шпалери для декорування залів з парадними сходами, декору котрих традиційно приділяли увагу, аби справити приємне враження на гостей і відвідувачів. Паперові шпалери цього типу імітували архітектурні деталі, руст, ліплений декор, камінь, при цьому друк був досить якісним.
Ще в добу бароко почали фарбувати окремі приміщення анфілади у різні кольори. Стилістика класицизму і ампіру запозичила ці принципи і перенесла їх на новомодні зали у власній стилістиці. За добу ампіру стандартними вважали:
- жовтий колір для парадної зали
- синій колір для вітальні
- зелений колір для парадної спальні чи кімнати господині[2].

Чим далі було житлове помешкання від столиць, тим сміливіше порушували цей стандарт і зала могла мати сірий колір, а непарадна спальня взагалі мала білені стіни і прості та зручні меблі.

## В 19 столітті

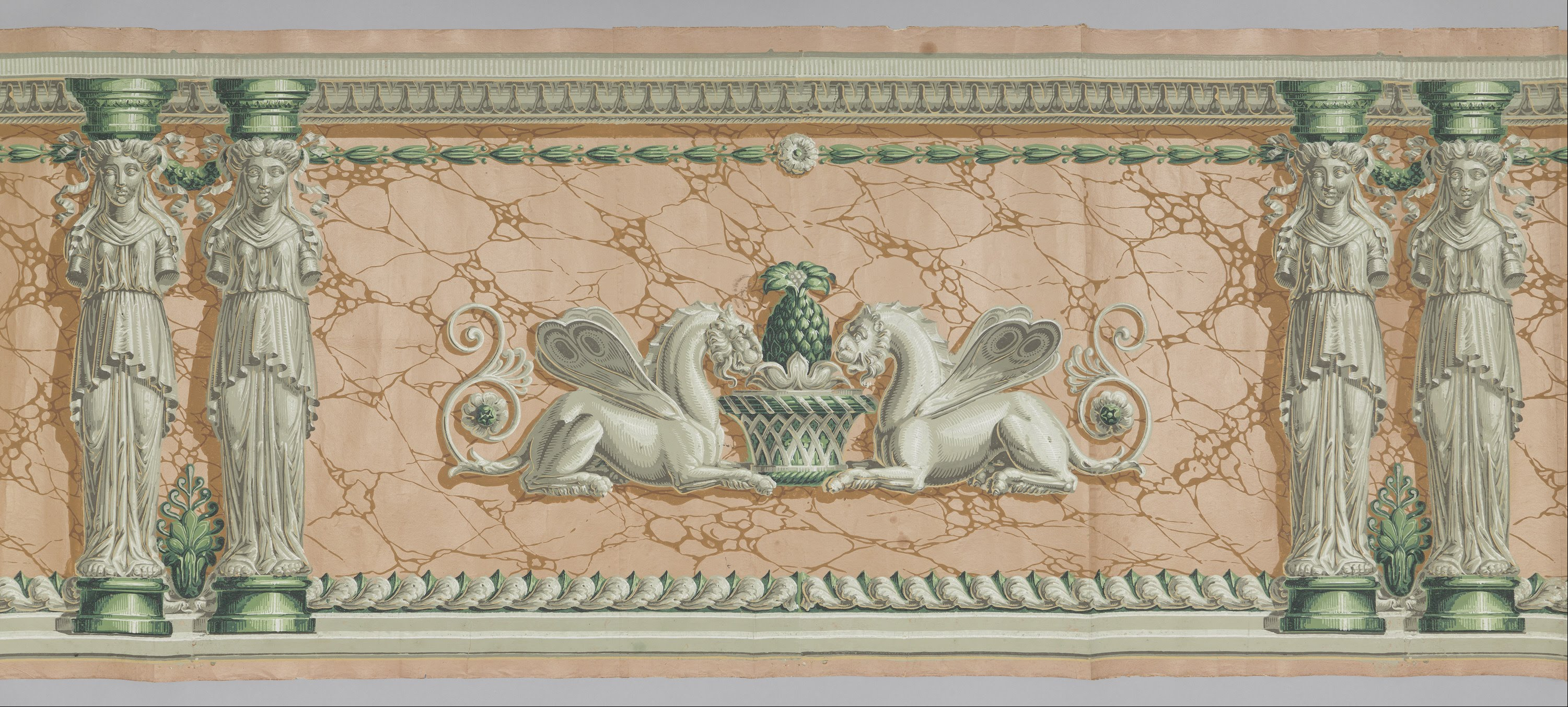
Зразок бордюра

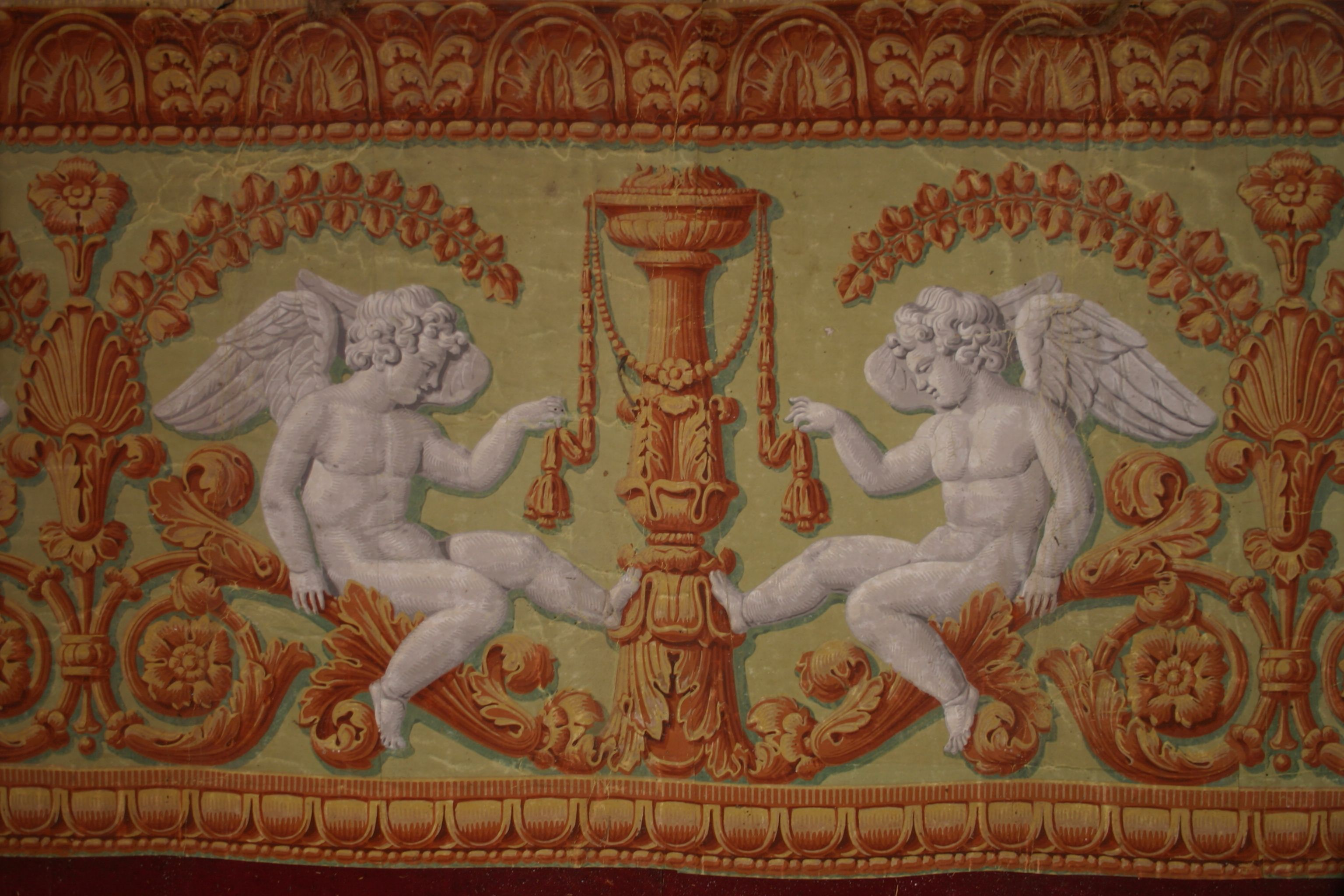
Імітація ліпленого декору

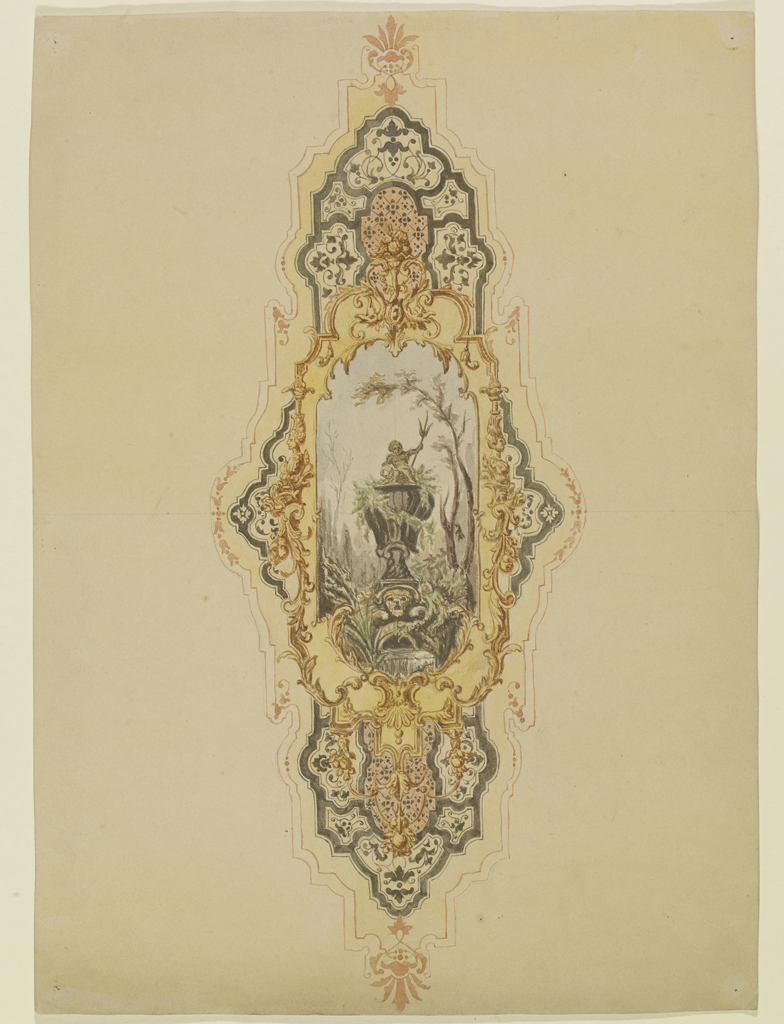
Папера шпалера з імітацією живопису і складній рамі

Дворянські роди занепадали і відстань від першого декорування житлових помешкань все збільшувалась. Новий ремонт робили вже через 10, 25, 60 років.  Новий ремонт могли робити або нащадки, або нові володарі проданої садиби чи міського будинку на власний смак. Пришвидшення історичного часу суттєво міняло моди на декорування інтер'єрів, в добу пізнього класицизму  декор постійно спрощувався і втрачав насиченість кольорів, що відбилось і на малюнках паперових шпалер. Здешевлення декору відбилось як на його постійному спрощенні, так і на широкому використанні імітацій майстрами пізнього класицизму і ампіру. Паперові шпалери імітували ліплений декор, розетки, скульптурні фризи на античні теми, десюдепорти над дверима парадних зал.

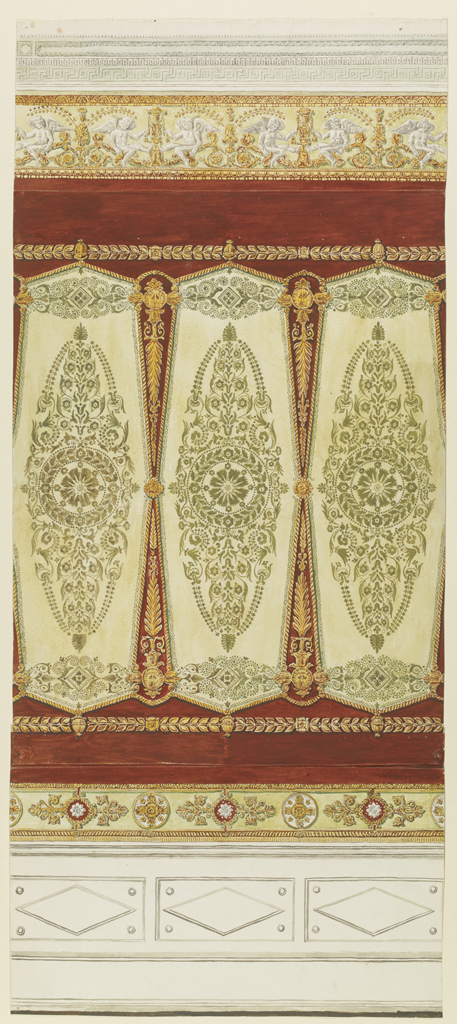
Паперові шпалери в стилі ампір
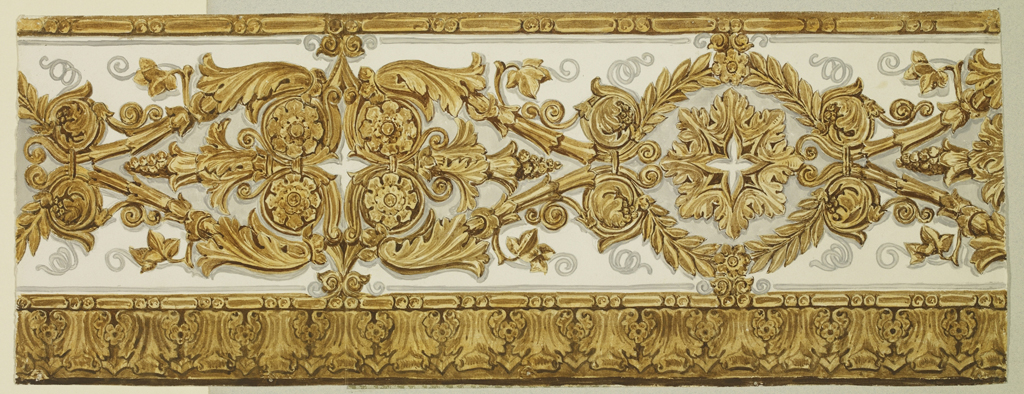
Імітація золоченого декору
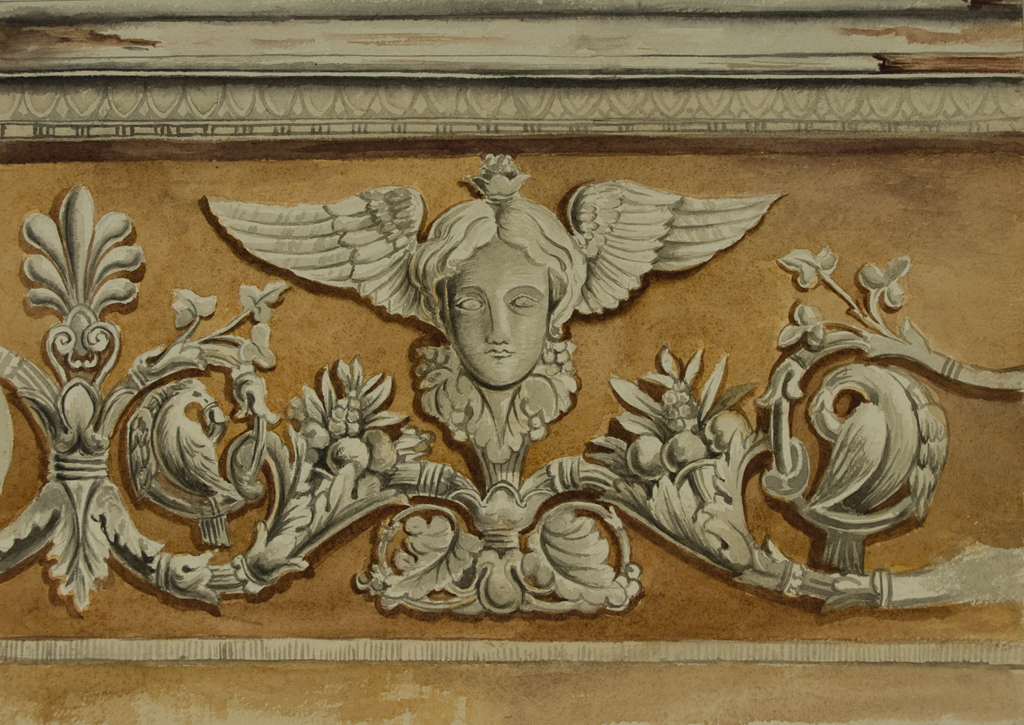
Імітація ліпленого декору
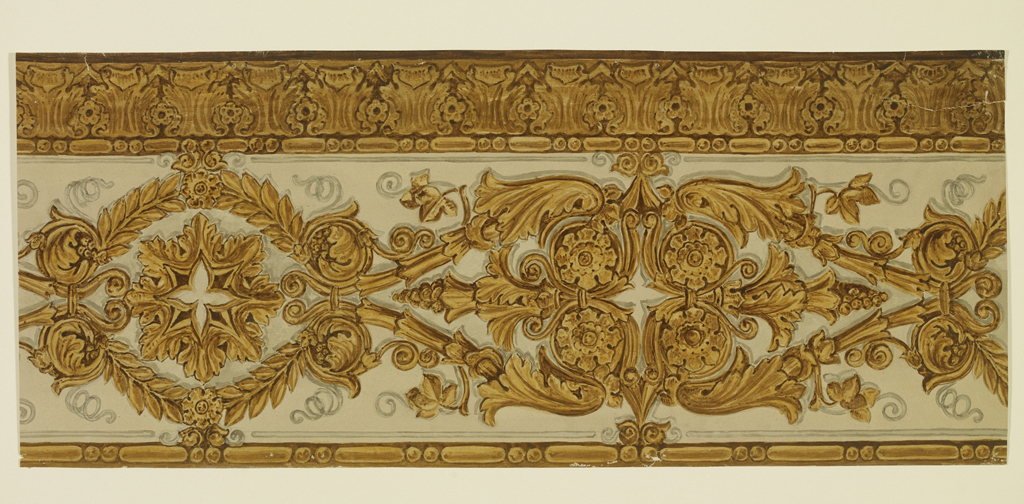
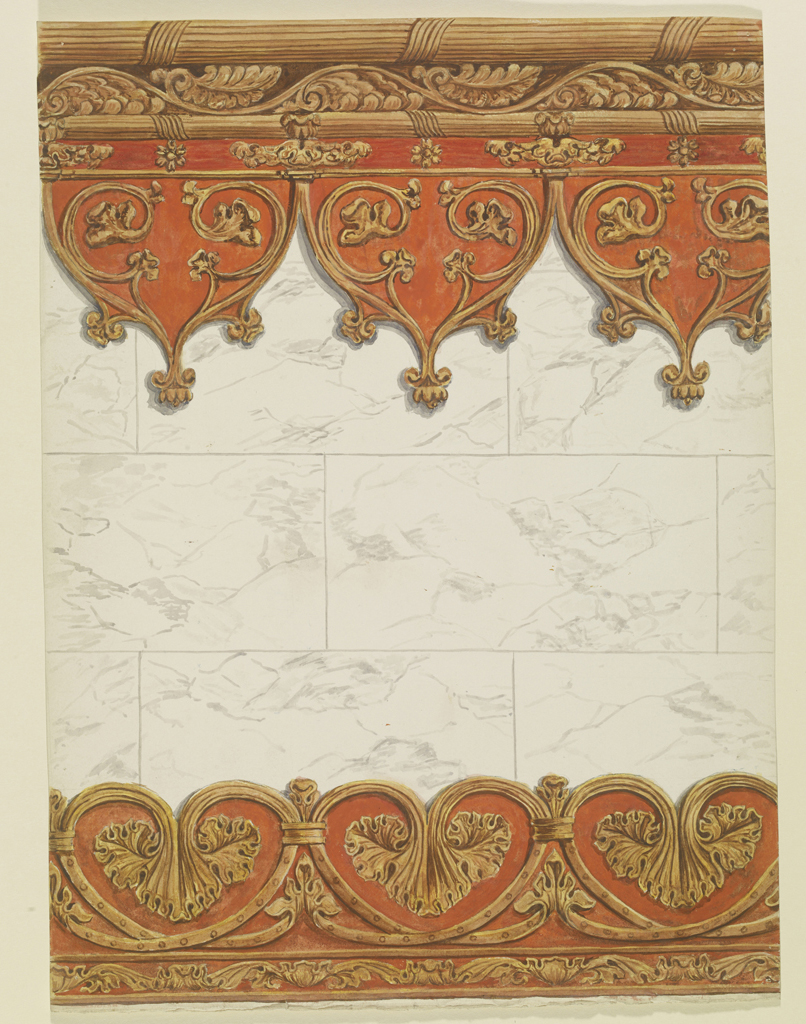
Імітація мармуру і пишного бордюру
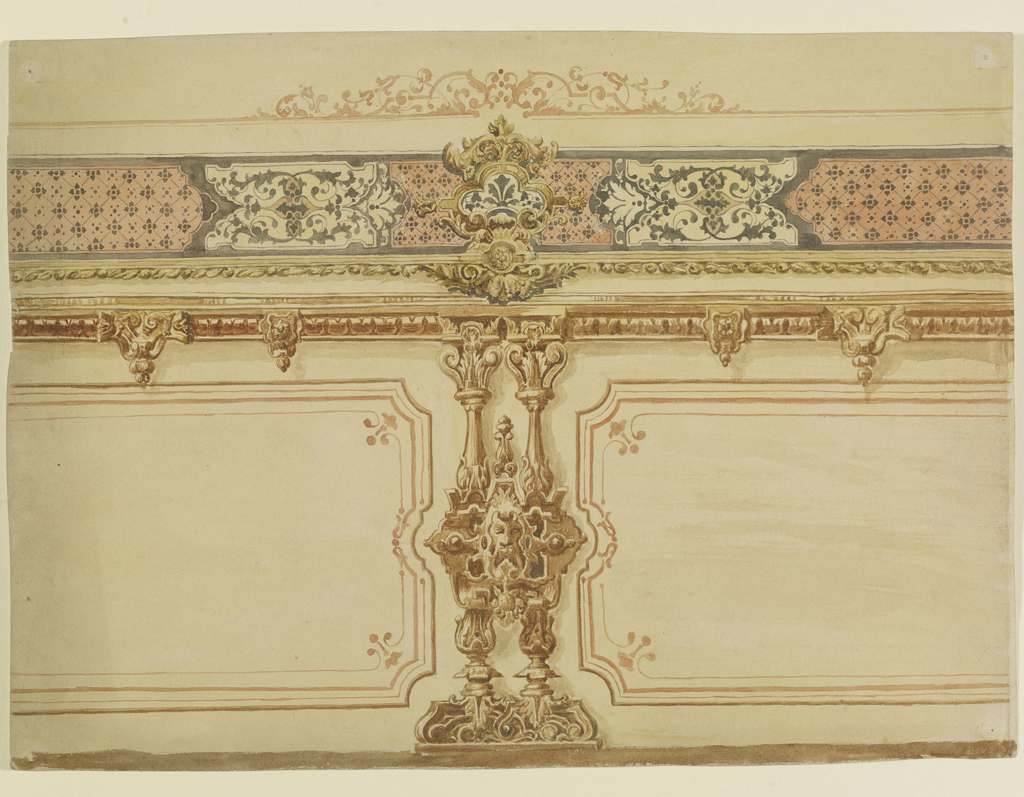
Декор в стилі необароко
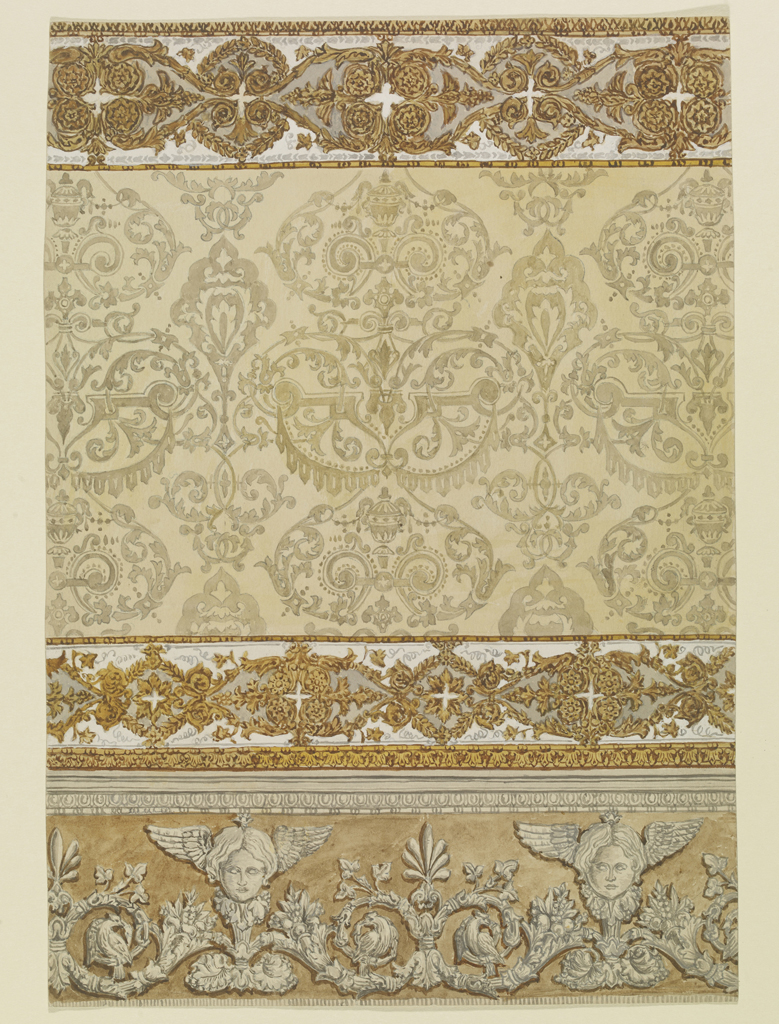
Суміш стилів в орнаменті
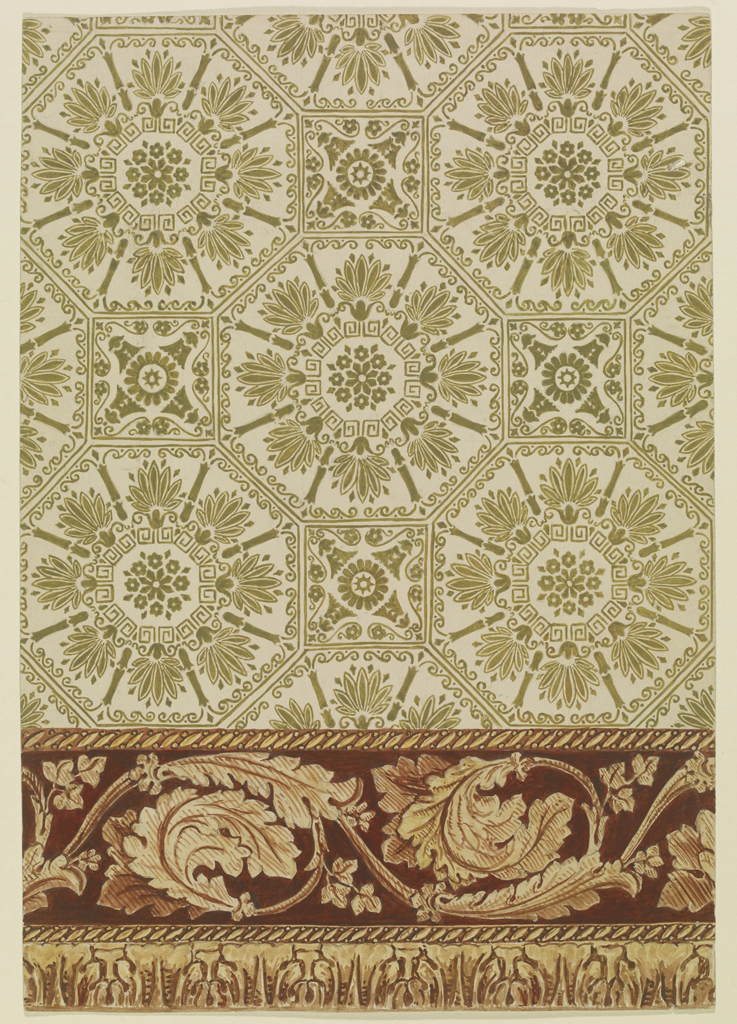

Якщо використовували шпалери з одноманітним кольором, їх доповнювали смугами бордюру. Паперові бордюри клеїли по кутах кімнат, впритул до карниза зверху чи його імітації і навіть по низу впритул до карниза перед підлогою. Паперові бордюри йшли також на акцентування віконних отворів і дверей.
Шпалери кріпили як на стелі, так і на підлоги, що тепер імітували і паркети. Підлоги у кімнатах вкривали тканинами або сукном. Паперові шпалери, котрі імітували паркет, додатково вкривали  англійським лаком.

## Датування паперових шпалер

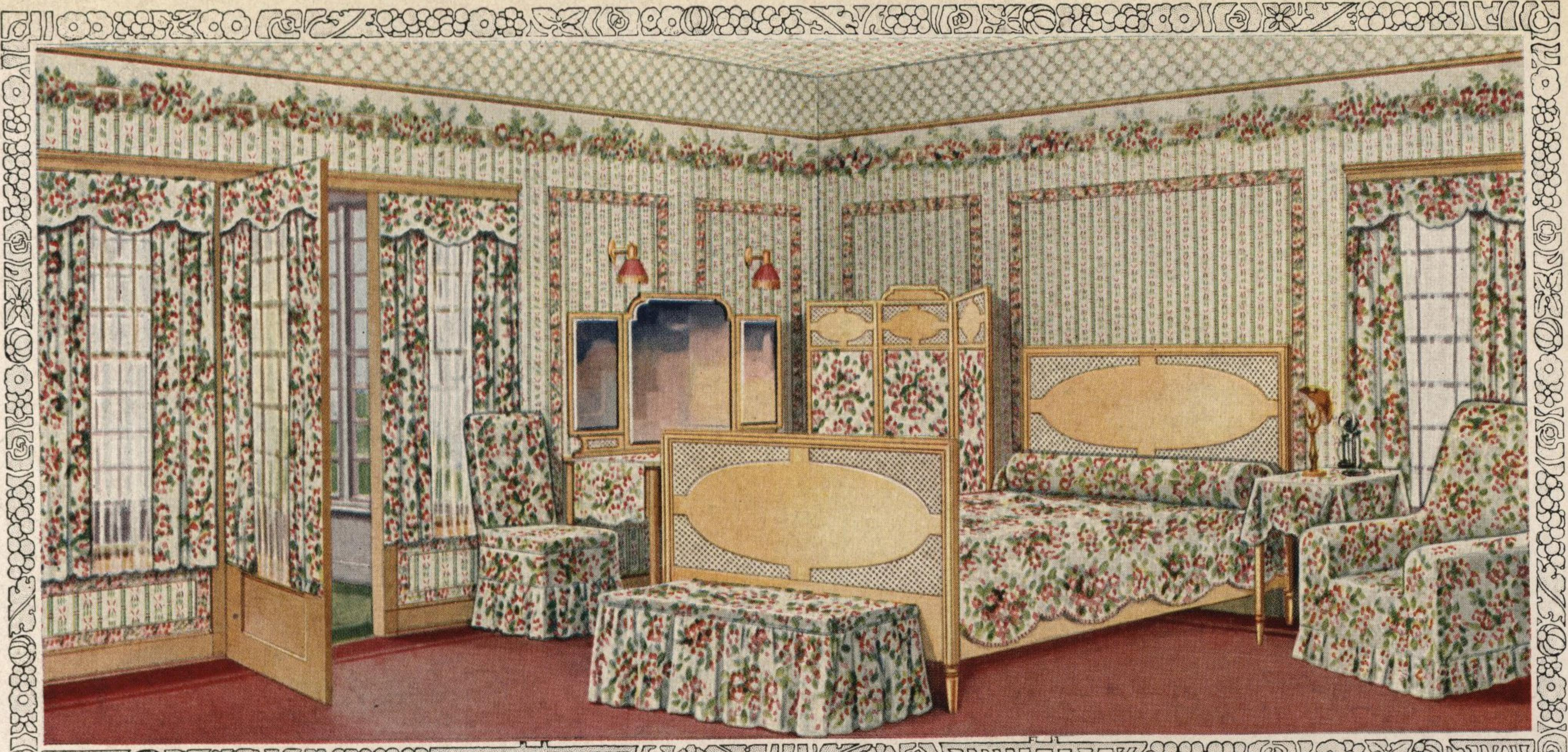
Паперові смугасті шпалери в комплекті з дешевими кітковими тканинами

- Паперові шпалери кінця 18 століття склеювали з окремих аркушів паперу шириною у 40 або 45 см [2].
- Паперові шпалери у 19 столітті навчилися виробляти цілісними у всьому рулоні, а не клеєними з окремих аркушів[2].

- Важливою ознакою датування шпалер є їхня ширина.

- Наприкінці 18 і на початку 19 ст. виготовляли паперові шпалери, що мали ширину п'ятдесят два - п'ятдесят чотири (52-54) см. Винятково рідко виготовляли шпалери у п'ятдесят сім сантиметрів (57) завширшки[2].

- На період 1830-1840-х рр. припадає виробництво паперових шпалер у сорок сім 47 см. Форма набула популярності і її продовжили виробляти всю другу половину 19 століття[2].

- Використовували папір і орнаменти на різний гаманець споживача. На початку 19 століття використовували папір будь-якої якості. Коштовні паперові шпалери друкували на якісному веленевому папері. Особливо цінувався веленевий папір з Франції. Але на виготовлення пересічних шпалер годився будь-який, серед котрого був і той, що нагадував грубуватий папір для загортання товарів.

## Обрані зразки шпалер в картинах 19 ст.

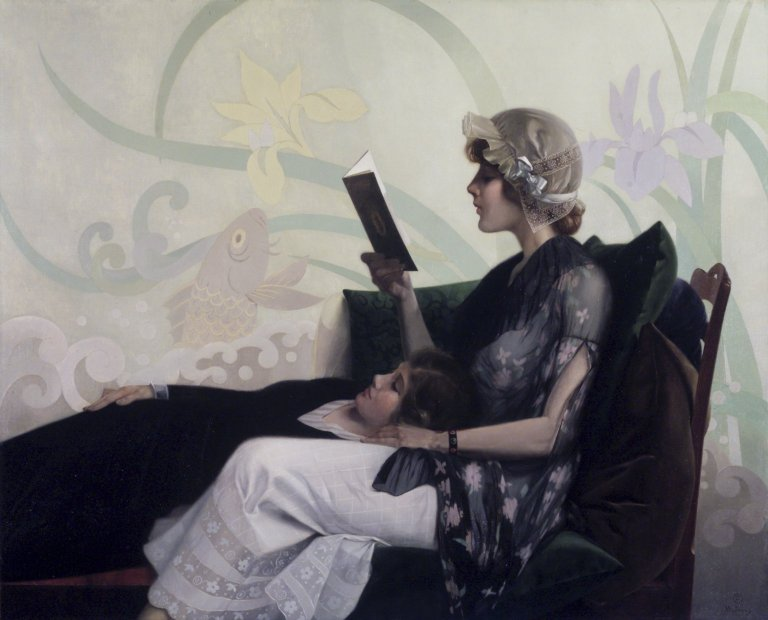
Шпалери в стилі сецесія, худ. Гаррі Вільсон Готро. «Дві дівчини», Бруклінський музей

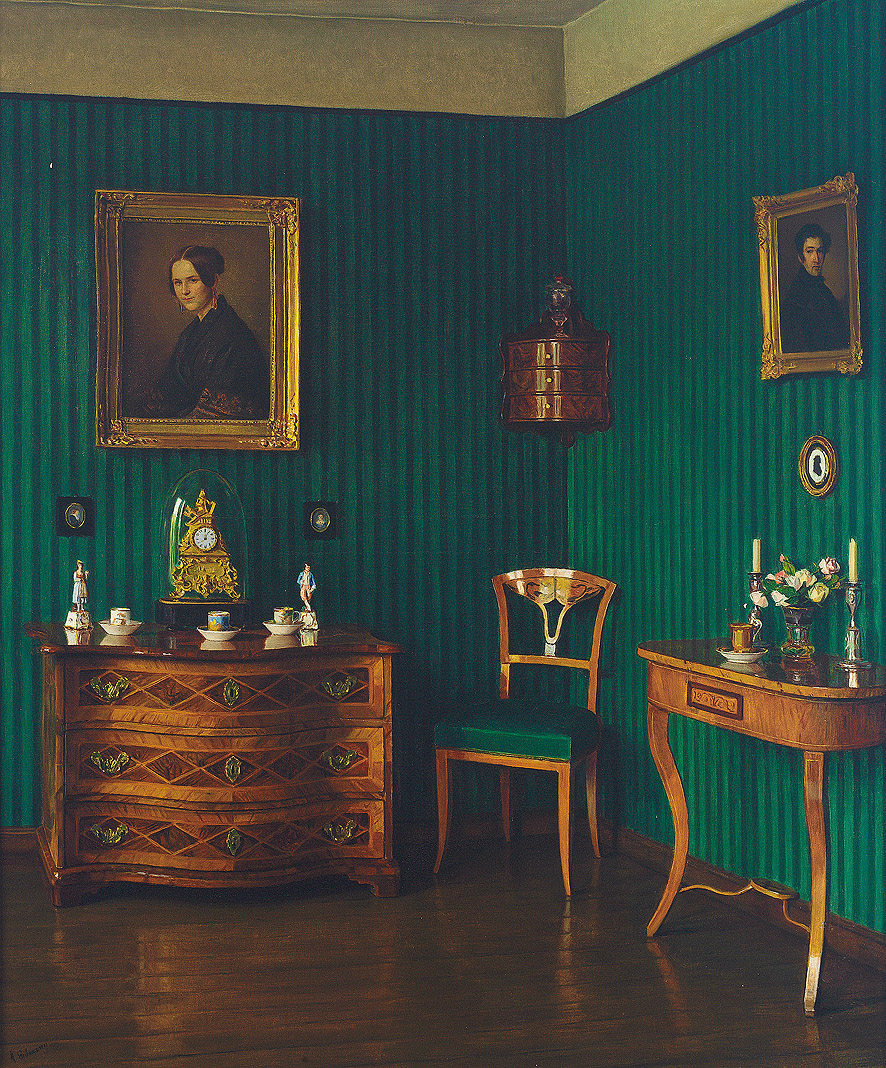
Смугасті шпалери в добу пізнього класицизму
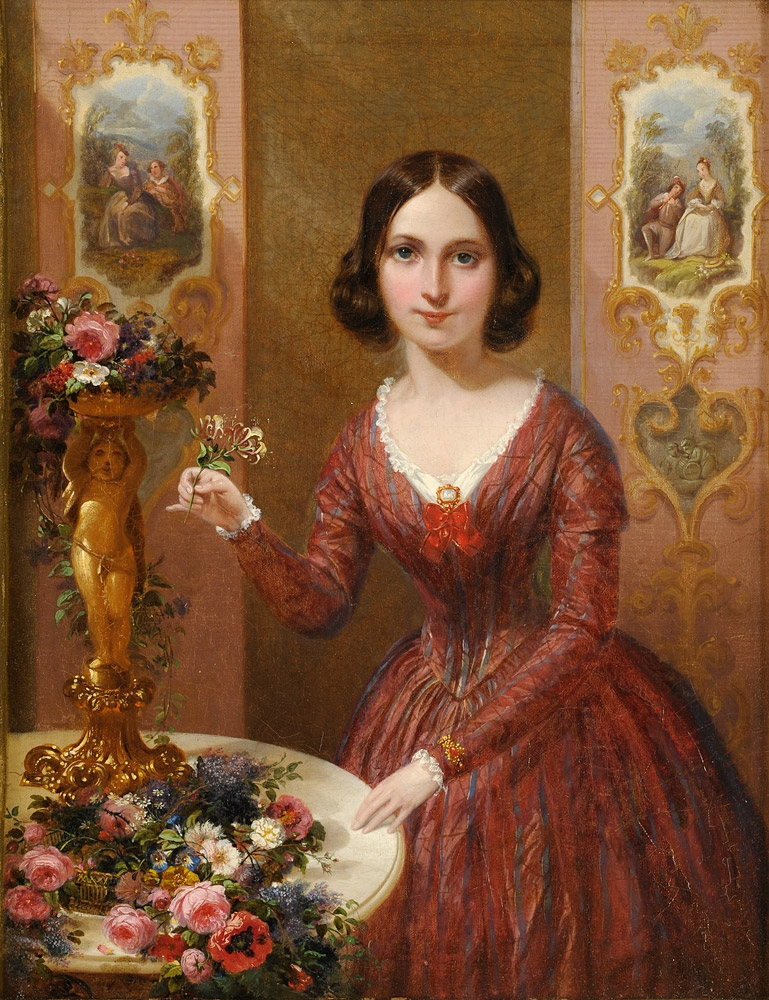
Шпалери в стилі неорококо з імітаціями живопису
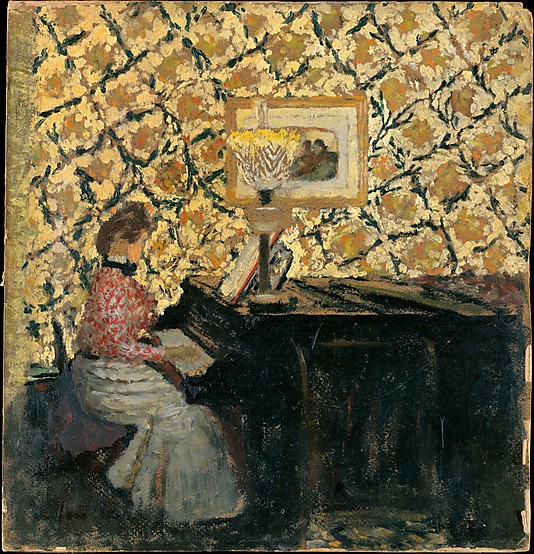
Едуар Вюйар. «Мізія за піаніно», 1895 р.
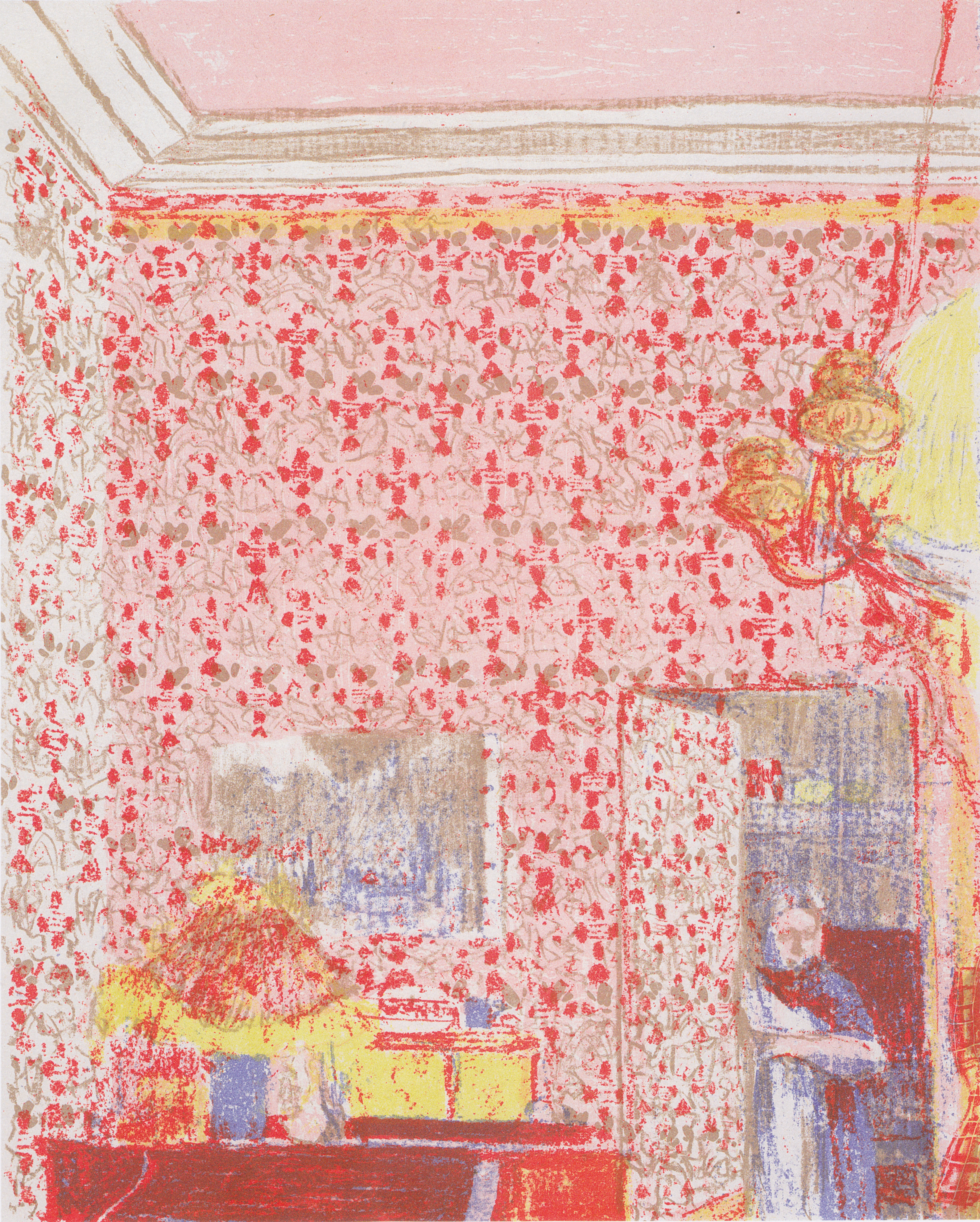
Едуар Вюйар. «Зала з червоними шпалерами», 1899 р.